# Whitesnake
Whitesnake je anglická rocková skupina založená v Londýně v roce 1978. Původně vznikla jako doprovodná kapela zpěváka Davida Coverdalea, který krátce předtím opustil Deep Purple. Ačkoliv se brzy vyvinula v samostatnou formaci, Coverdale zůstal jejím jediným stálým členem po celou dobu existence.
Po vydání EP Snakebite v roce 1978 následovala alba Trouble (1978) a Lovehunter (1979), která obsahovala koncertní stálice jako „Ain't No Love in the Heart of the City“ a „Walking in the Shadow of the Blues“. Skupina si postupně získala popularitu ve Spojeném království, Evropě i Japonsku. Alba Ready an' Willing (1980), Live... in the Heart of the City (1980), Come an' Get It (1981) a Saints & Sinners (1982) se všechna dostala do top 10 britského albového žebříčku.
V polovině 80. let se Coverdale zaměřil na americký trh, kde byla kapela dosud méně známá. S podporou amerického labelu Geffen Records vydali Whitesnake v roce 1984 album Slide It In a zaznamenali větší úspěch díky hitům „Love Ain't No Stranger“ a „Slow an' Easy“, přičemž jim pomohla i masivní rotace na MTV. Průlom přišel v roce 1987 s albem Whitesnake (v Británii pod názvem 1987), které se stalo jejich největším komerčním úspěchem — v USA se prodalo přes osm milionů kopií. Album přineslo hity „Here I Go Again“, „Is This Love“ a „Still of the Night“. Skupina tehdy přijala modernější vizuální styl inspirovaný losangeleskou glam metalovou scénou.
Po albu Slip of the Tongue (1989) se Coverdale dočasně stáhl z hudební scény. Kromě několika krátkodobých návratů při příležitosti vydání Greatest Hits (1994) a Restless Heart (1997) byla kapela až do roku 2003 převážně nečinná. Poté Coverdale složil novou sestavu k oslavě 25. výročí kapely. Od té doby Whitesnake vydali čtyři další studiová alba — Good to Be Bad (2008), Forevermore (2011), The Purple Album (2015) a Flesh & Blood (2019) — a intenzivně koncertovali po celém světě.
Zatímco raná tvorba Whitesnake bývá označována jako blues rock, v polovině 80. let se kapela přiklonila ke komerčně přístupnějšímu hard rocku. Texty písní se často věnují tématům lásky a sexu a bývají plné dvojsmyslů. Whitesnake byli během své kariéry nominováni na několik ocenění, včetně Brit Awards za nejlepší britskou skupinu v roce 1988, a bývají pravidelně uváděni na seznamech nejlepších hardrockových kapel všech dob, například od VH1 nebo časopisu Rolling Stone.

## Historie

### Začátek sólové kariéry Coverdalea (1976–1977)
V polovině roku 1976 se skupina Deep Purple rozpadla a zpěvák David Coverdale se rozhodl pro sólovou kariéru. Okamžitě začal nahrávat své sólové debutové album, které vyšlo v květnu 1977 pod názvem White Snake. A následně se rozhodl vydat další album a v březnu 1978 vydal druhé sólové album Northwinds. Alba kombinovala prvky bluesu, soulu a funku, protože Coverdale se chtěl distancovat od rockového zvuku, který připomínal Deep Purple.

### Založení skupiny aSnakebite(1977–1978)
Coverdale se rozhodl pro založení doprovodné skupiny na turné právě na podporu druhého alba Northwinds. Na obou albech hrál kytarista Mick Moody, kterého Coverdale poznal koncem 60. let. Moody se jako první připojil k Coverdaleově doprovodné kapele, kterou sestavoval v Londýně. Jak uvedl Coverdale: „Whitesnake byli ve skutečnosti vytvořeni, aby podpořili Northwinds na jednorázovém propagačním turné“. Moody navrhl přivést druhého kytaristu, přičemž místo nakonec získal Bernie Marsden, který měl zkušenosti z kapel UFO a Paice, Ashton & Lord. Poté Mardsen s kapelou se podařilo naverbovat basistu Neila Murrayho a sestavu skupiny doplnili bubeník Dave "Duck" Dowle a klávesista Brian Johnson. Dalšími původními kandidáty do skupiny byli bubeníci Cozy Powell a Dave Holland, a kytarista Mel Galley.
Skupina pod jménem David Coverdale's Whitesnake. Coverdale původně chtěl, aby se skupina jmenovala jednoduše Whitesnake, ale byl nucen použít své vlastní jméno, protože stále mělo nějaký vliv jako bývalý hlavní zpěvák Deep Purple.
Po dokončení malého klubového turné po Spojeném království se kapela přestěhovala na zkušební místo v londýnském West Endu, aby začala psát nové písně. Brzy upoutali pozornost EMI International, který chtěl skupinu podepsat.
Podle Marsdena však jeho nadřízení nebyli připraveni vydat celé album. V dubnu 1978, tak skupina vstoupila do londýnského Central Recorders Studio, aby nahrála EP. V tomto okamžiku byl původní klávesista Brian Johnson nahrazen Petem Solleym. Na produkci byl vybrán Martin Birch, který s Coverdalem spolupracoval během jeho působení v Deep Purple.
Výsledná nahrávka Snakebite byla vydána v červnu 1978. V Evropě bylo EP zkombinováno se čtyřmi skladbami od Coverdaleovi druhého alba Northwinds a vzniklo tak plnohodnotné album. Nahrávka obsahovala zpomalený cover Bobbyho Blanda 'Ain't No Love in the Heart of the City', který původně skupina používala ke konkurzům na baskytaristy. Zatímco píseň byla zahrnuta pouze proto, že skupina měla málo písní, skladba se později stala populární živou základnou na koncertech Whitesnake, přičemž Coverdale ji nazval „národní hymnou sboru Whitesnake“, odkazující na publikum skupiny. Snakebite se umístil v britském žebříčku na 61. místě a kapela získala řádnou smlouvu od EMI.

### Trouble, LovehunteraReady an' Willing(1978–1980)
V červenci 1978 se skupina, už pod názvem Whitesnake vstoupila znovu do Central Recorders v Londýně, aby začala pracovat na svém pořádném debutovém studiovém albu, který opět produkoval Martin Birch. Nahrávání a mixování alba trvalo pouhých deset dní. Klávesové party Petea Solleyho byly na poslední chvíli kompletně nahrazeny Coverdaleovým bývalým kolegou a přítelem z Deep Purple Jonem Lordem, který po dlouhém přemlouvání od Coverdalea souhlasil s připojením k Whitesnake.
Whitesnake vydal v říjnu 1978 debutové album Trouble, které se umístilo v britském žebříčku na 50. místě. Po vydání Trouble následovalo 18denní turné na podporu alba po Velké Británii. Poslední show v Hammersmith Odeon v Londýně byla nahrána a vydána v Japonsku jako Live at Hammersmith. Podle Coverdale to bylo provedeno proto, aby uklidnili japonské promotéry, kteří údajně odmítli rezervovat Whitesnake bez nějaké živé nahrávky.

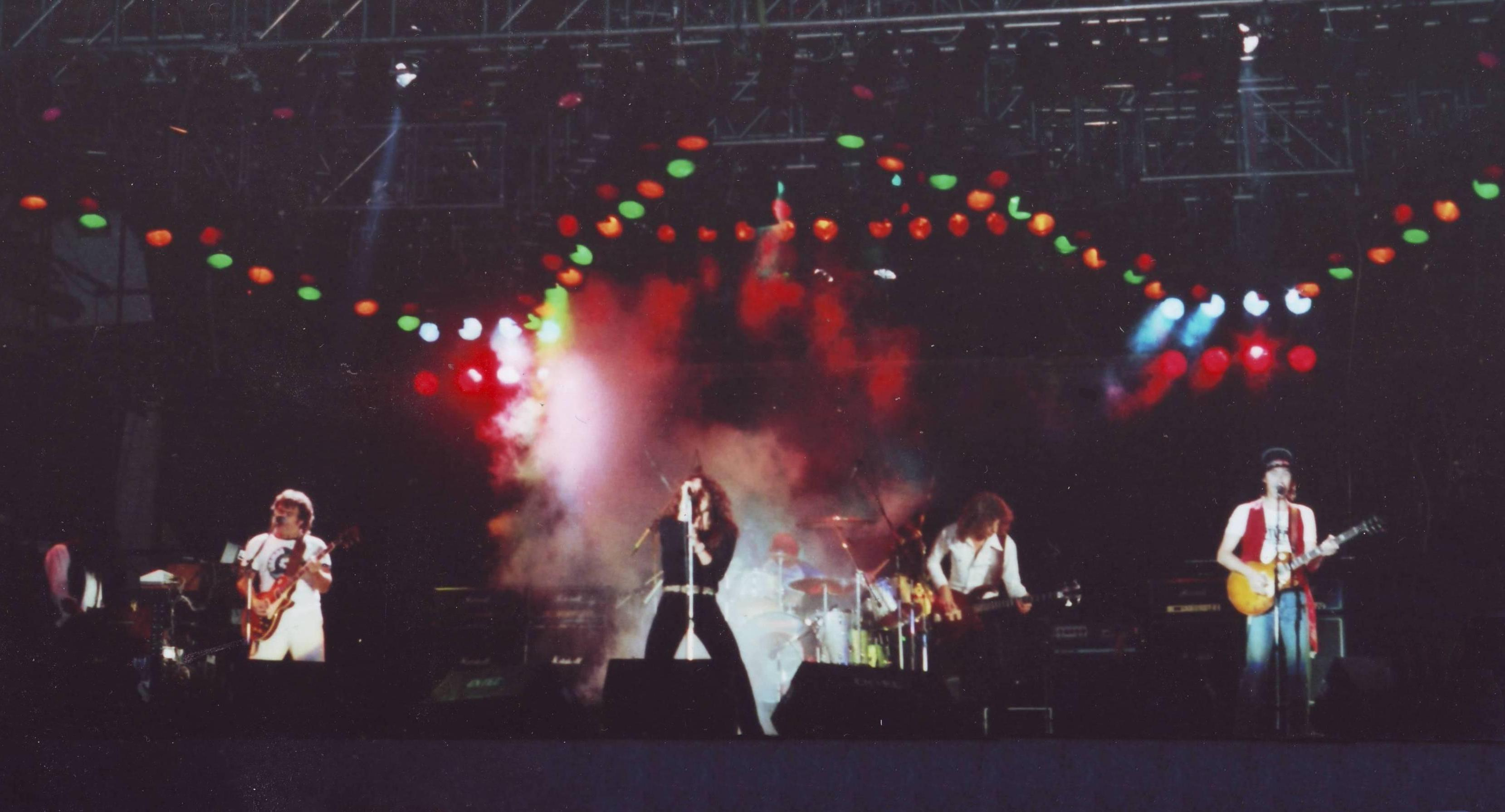
Whitesnake v roce 1980 na Reading Rock Festival.

V únoru 1979 skupina se vydala na evropské turné, které začalo v Německu. V dubnu 1979 Whitesnake začal nahrávat své druhé album znovu s Martinem Birchem a kapela zaměstnala Rolling Stones Mobile Studio k nahrávání. Marsden později popsal výslednou desku jako „přechodné album“, kde kapela skutečně začala „kvést“ a najít své pevné základy. Album také obsahovalo živou verzi 'Walking in the Shadow of the Blues' o které Coverdale cítil, že „skutečně shrnuje můj hudební přístup té doby“.
Před vydáním alba byl bubeník Dave "Duck" Dowle nahrazen Coverdalovým a Lordovým bývalým spoluhráčem z Deep Purple bubeníkem Ianem Paicem. Coverdale tvrdil, že Dowleův chybějící výkon na albu a neochota „přijmout konstruktivní kritiku“ vedly k jeho propuštění. Marsden mezitím tvrdil, že Dowle odešel, protože se mu nelíbilo být daleko od své rodiny. Myšlenka Paiceho znovu nahrát Dowleovy bicí party byla zvažována, ale nakonec byla vedením kapely zamítnuta kvůli údajným nákladům. Paiceovo připojení k Whitesnake, také podnítil spekulace britského hudebního tisku o Coverdaleovi, že uspořádal shledání Deep Purple, což popřel. Coverdale později poznamenal, že vstup Paice do kapely cítil jako „skutečný začátek Whitesnake“, kde všichni členové „předváděli absolutně nejlepší výkony“ a „inspirovali ze sebe to nejlepší“.
Druhé album Whitesnake vyšlo v říjnu 1979 pod názvem Lovehunter a dosáhlo v britském žebříčku na 29. místo. Album dostalo pozitivní kritiky, ale obal alba zobrazující nahou ženu obkročmo nad obřím hadem, vyvolal určitou kontroverzi, když byla deska vydána. Whitesnake již obdržel kritiku od britského hudebního tisku za jejich údajné sexistické texty. Obal pro Lovehunter byl údajně vytvořen, aby „jen naštval [kritiky] ještě víc“. V Severní Americe byla na obálce umístěna nálepka, která měla zakrýt ženské hýždě, zatímco v Argentině byla kresba přebalu upravena tak, že žena měla na sobě bikiny s drátěným řetízkem. Nicméně Whitesnake pár dní po vydání alba zahájili doprovodné turné ve Velké Británii, po kterém následovala data v Evropě.
V prosince 1979 po dokončení Lovehunter Tour, Whitesnake okamžitě začali pracovat na svém třetím albu s Martinem Birchem. Koncem května 1980 vyšlo třetí album Ready an' Willing, které se umístilo v britském žebříčku na 6. místě a získalo pozitivní ohlas. Také je to první album kapely, které se umístilo v americkém žebříčku Billboard 200 na 90. místě. Úspěchu alba pomohl hlavní singl 'Fool for your Loving', která se umístil v britské hitparádě na 13. místě a v americké hitparádě Billboard Hot 100 na 53. místě. Následně třetí album získalo ve Spojeném království zlaté album, kde se prodalo přes 100 tisíc kopií.
Whitesnake se vydal na propagační americké turné s předkapelou Jethro Tull. Později téhož roku podpořili AC/DC po evropském turné. S výhodou hitového singlu začalo publikum Whitesnake ve Spojeném království velmi růst. Skupina, tak nahrála a vydala živé dvojalbum Live... in the Heart of the City. Nahrávka kombinovala nový materiál nahraný v červnu 1980 v Hammersmith Odeon s dříve vydaným albem Live at Hammersmith. Živé album Live... in the Heart of the City se ukázalo být ještě větším úspěchem než Ready an' Willing a v britském žebříčku dosáhla 5. místa. Prodalo se 300 000 kopií, a později se stalo platinovým albem.

### Come an' Get It(1981–1982)
Začátkem roku 1981 začali Whitesnake nahrávat své čtvrté studiové album s producentem Martinem Birchem ve studiu Ringo Starra ve Startling Studios. Po úspěšných albech Ready an' Willing a Live... in the Heart of the City, Whitesnake vycházel na vrchol a atmosféru ve studiu popsal Coverdale jako „skvělou“ a „pozitivní“. Skupina vydala v dubnu 1981 čtvrté album s názvem Come an' Get It díky umístění v sedmi zemích světa dosáhli na 2. místě v britském žebříčku. Ve Velké Británii a Japonsku se prodalo 100 tisíc kopií alba a získalo status zlatých alb. Hlavní singl 'Don't Break My Heart Again', která se umístil v britské hitparádě na 17. místě. Coverdale později označil nahrávku za své oblíbené album z prvních let kapely a uvedl: „I když jsme na každém albu měli několik skvělých písní, nemám pocit, že jsme se dostali tak blízko jako na Come an' Get It, pokud jde o konzistenci.
Pár dní po vydání alba Whitesnake zahájili doprovodné turné k Come an' Get It. Během turné skupina vystoupila pětkrát v Hammersmith Odeon a osm vystoupení v Japonsku. V červenci také hráli v USA, kde podpořili Judas Priest s Iron Maiden. Na festivalu Monsters of Rock v Castle Donington v roce 1981 byli Whitesnake předkapela headlinerů AC/DC. Turné Come an' Get It Tour trvalo přibližně pět měsíců.

### Finanční potíže, dočasná pauza aSaints & Sinners(1982–1983)
Koncem roku 1981 se Coverdale stáhl do malé vily v jižním Portugalsku, aby začal psát další album skupiny. Po návratu do Anglie se on a zbytek Whitesnake sešli v Londýně, aby zahájili zkoušky. Nicméně, jak Coverdale později vysvětlil: „Nebyla tam ta 'jiskra', která byla obvykle v docházce. Bylo cítit větší úsilí tam být.“ Moody později uvedl, že do konce roku 1981 byla kapela unavená, částečně z „příliš mnoha pozdních nocí, příliš mnoho párty“. Ve snaze pozvednout jejich kolektivní náladu se Whitesnake vrátili na hrad Clearwell v Gloucestershire, kde nahráli album Lovehunter. Ačkoli morálka stále zůstávala nízká, skupina byla schopna nahrát základní skladby pro své další album s producentem Guye Bidmeada později se připojil zpět Martin Birch. 
Aby toho nebylo málo, kapela zažívala finanční potíže a Moody vzpomínal: „Nevydělávali jsme ani zdaleka takové peníze, jaké bychom měli vydělávat. Whitesnake se vždycky zdálo být zadlužené a já si říkal 'Co je tohle?,' hrajeme na některých z největších míst a stále nám říkají, že jsme zadluženi, kam jdou všechny peníze?“ Moody byl nakonec z této situace otrávený a v prosinci 1981 opustil skupinu.
Zbývající členové kapely obviňovali ze své finanční situace manažerskou společnost v čele s bývalým manažerem Deep Purple Johnem Colettou. Podle Marsdena skupina uspořádala schůzku, aby Colettu vyhodila, ale Coverdale se neukázal. Místo toho byli Marsden, Neil Murray a Ian Paice informováni, že Whitesnake byl pozastaven a že byli vyhozeni. Marsden později poznamenal, že „David se rozhodl, že bude králem Whitesnake“.
Podle Coverdalea jeho rozhodnutí pozastavit kapelu pramenilo z toho, že jeho dcera onemocněla. To mu údajně dodalo odvahu přerušit styky s Colettou. Coverdale se nakonec vykoupil ze svých smluv, které ho údajně stály přes milion dolarů, pokud jde o vyhození Marsdena, Murraye a Paiceho. Coverdale cítil, že jim chybí potřebné nadšení, aby mohli pokračovat v práci ve Whitesnake.  Coverdale uvedl, že to bylo spíš „obchodní rozhodnutí, nikoli osobní“. 
Poté, co čekal, až se jeho dcera uzdraví, a přerušil vztahy s vedením kapely, nahrávacími společnostmi a vydavateli, začal Coverdale dávat Whitesnake zpátky dohromady. Micky Moody a Jon Lord souhlasili s návratem, zatímco kytarista Mel Galley, baskytarista Colin Hodgkinson a bubeník Cozy Powell byli nový členové skupiny. Coverdale dokončil novou desku kapely s Martinem Birchem v říjnu 1982, přičemž většina alba již byla nahrána s Marsdenem, Murrayem, Paicem, Moodym a Lordem před přestávkou.
V listopadu 1982 vyšlo páté album Saints & Sinners a dosáhlo v britském žebříčku na 9. místě, a zařadilo se do žebříčku v osmi dalších zemích. Ve Spojeném království se prodalo pouze přes 60 tisíc kopií alba a získalo status stříbrného alba. Album mělo pozitivní i smíšené recenze.
V době vydání čtvrtého alba Coverdale podepsal novou nahrávací smlouvu s americkým vydavatelstvím Geffen Records, který se bude starat o alba Whitesnake v Severní Americe, poté podepsal smlouvu v Japonsku se Sony Music Japan. Whitesnake v Evropě přešel k Liberty Records u dceřiné nahrávací společnosti EMI. Výkonný ředitel A&R John Kalodner, který byl dlouholetým fanouškem Coverdalea, přesvědčil Davida Geffena z Geffen Records, aby podepsal skupinu. Setkání s Geffenem a Kalodnerem mělo velký dopad na Coverdale a jeho budoucí vizi Whitesnake. Coverdale ysvětlil: „Byl jsem obklopený mentalitou, když vyděláte pět liber, pojďme do hospody. Zatímco David Geffen mi řekl: 'Když můžete vydělat pět dolarů, proč ne 50? Když 50, proč ne 500? Proč ne 50 000, proč ne pět milionů?'“ Coverdale se brzy rozhodl prorazit v Severní Americe s Kalodnerovou radou.

### Slide It In(1983–1984)
Whitesnake absolvovali turné po Evropě a Japonsku na začátku roku 1983, předtím, než zahájili zkoušky na své další album v domě Jona Lorda v Oxfordshire. V této době začal Coverdale směrovat hudbu Whitesnake více k hard rocku, což bylo zdůrazněno přidáním Mela Galleyho a Cozyho Powella. Na dalším albu většiny Whitesnake se podíleli Coverdale a Galley, zatímco Moody se podílel pouze na jedné písni. Whitesnake začali nahrávat své šesté album v Mnichově s producentem Eddiem Kramerem.

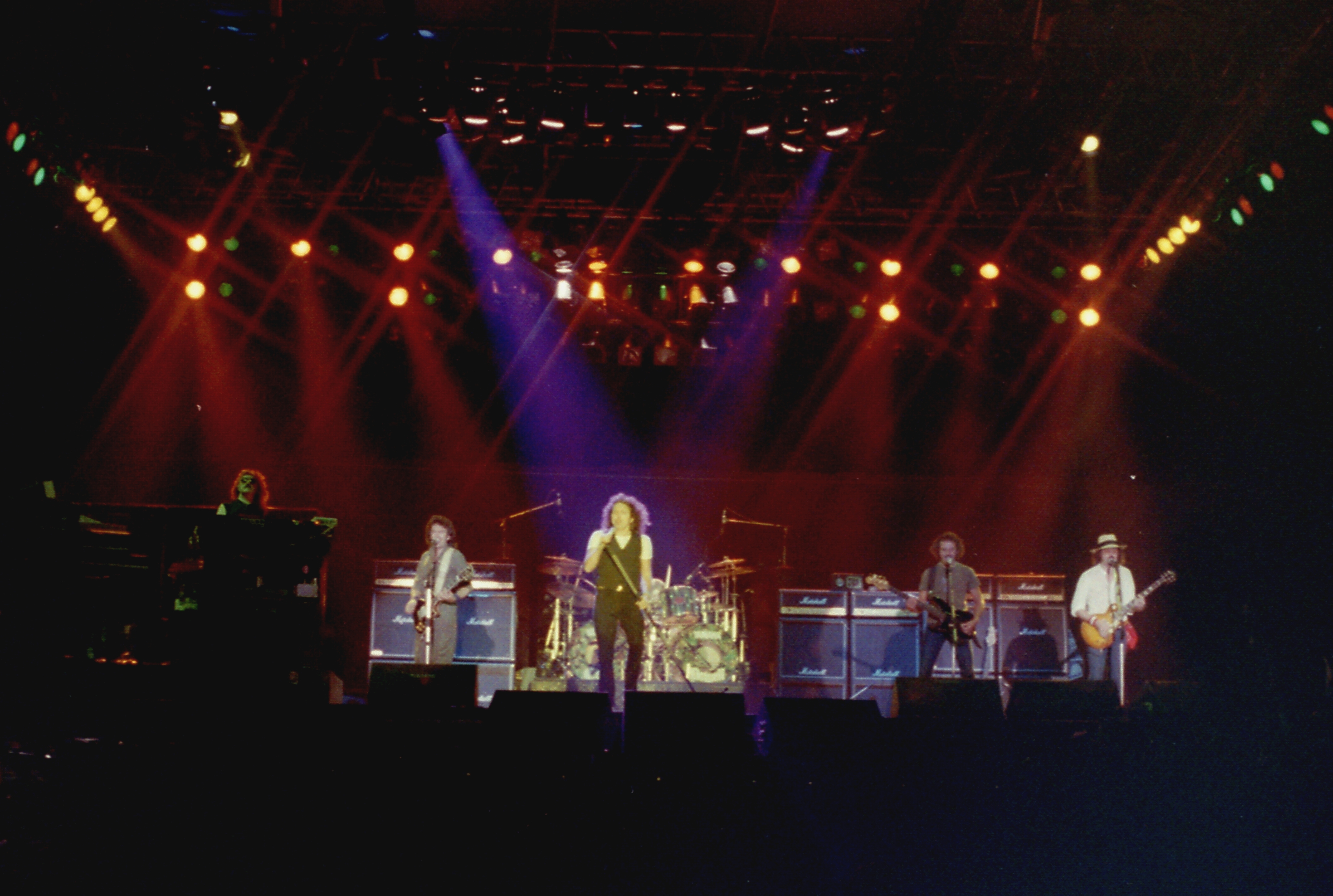
Whitesnake v roce 1983 na Monsters of Rock.

V srpnu 1983 se Whitesnake stal headlinerem festivalu Monsters of Rock v Castle Donington v Anglii. Koncert byl natočen a později vydán jako první dlouhé video skupiny s názvem Whitesnake Commandos. Kapela také měla premiéru nového singlu 'Guilty of Love ', který byl vydán v době festivalu. Nové album bylo původně plánováno na vydání tři týdny před Donington show, ale nepodařilo se dodržet termín. Kapela měla problémy přizpůsobit se stylu produkce Eddieho Kramera, zejména jeho metodě míchání nahrávky. Nakonec věci vyvrcholily tak, že Kramer byl propuštěn. Coverdale poté znovu najal Martina Birche, aby album dokončil. Nové datum vydání desky bylo stanoveno na polovinu listopadu a doprovodné turné mělo začít v prosinci.
Když Whitesnake v říjnu 1983 dokončili evropské turné Moody znovu opustil kapelu. Později svůj odchod připisoval rostoucí nespokojenosti s prací v kapele, zejména s Coverdalem: „Já a David už nejsme přátelé a spoluscenáristé... David byl chlap, který před pěti, šesti lety byl můj nejlepší příteli teď se choval, jako bych tam nebyl.“ Colin Hodgkinson byl také propuštěn koncem roku 1983, jen aby byl nahrazen svým předchůdcem Neilem Murrayem. Coverdale později vysvětlil rozhodnutí znovu zaměstnat Murraye tím, že jednoduše uvedl: „Chybí mi jeho hraní“. Koncem roku 1983 Jon Lord také informoval Coverdalea o svém záměru opustit kapelu, ale Coverdale ho přesvědčil, aby zůstal, dokud neskončí turné k jejich dalšímu albu.  Se změnami v sestavě a problematickou produkcí alba se deska i její doprovodné turné zpozdily až na začátek roku 1984.

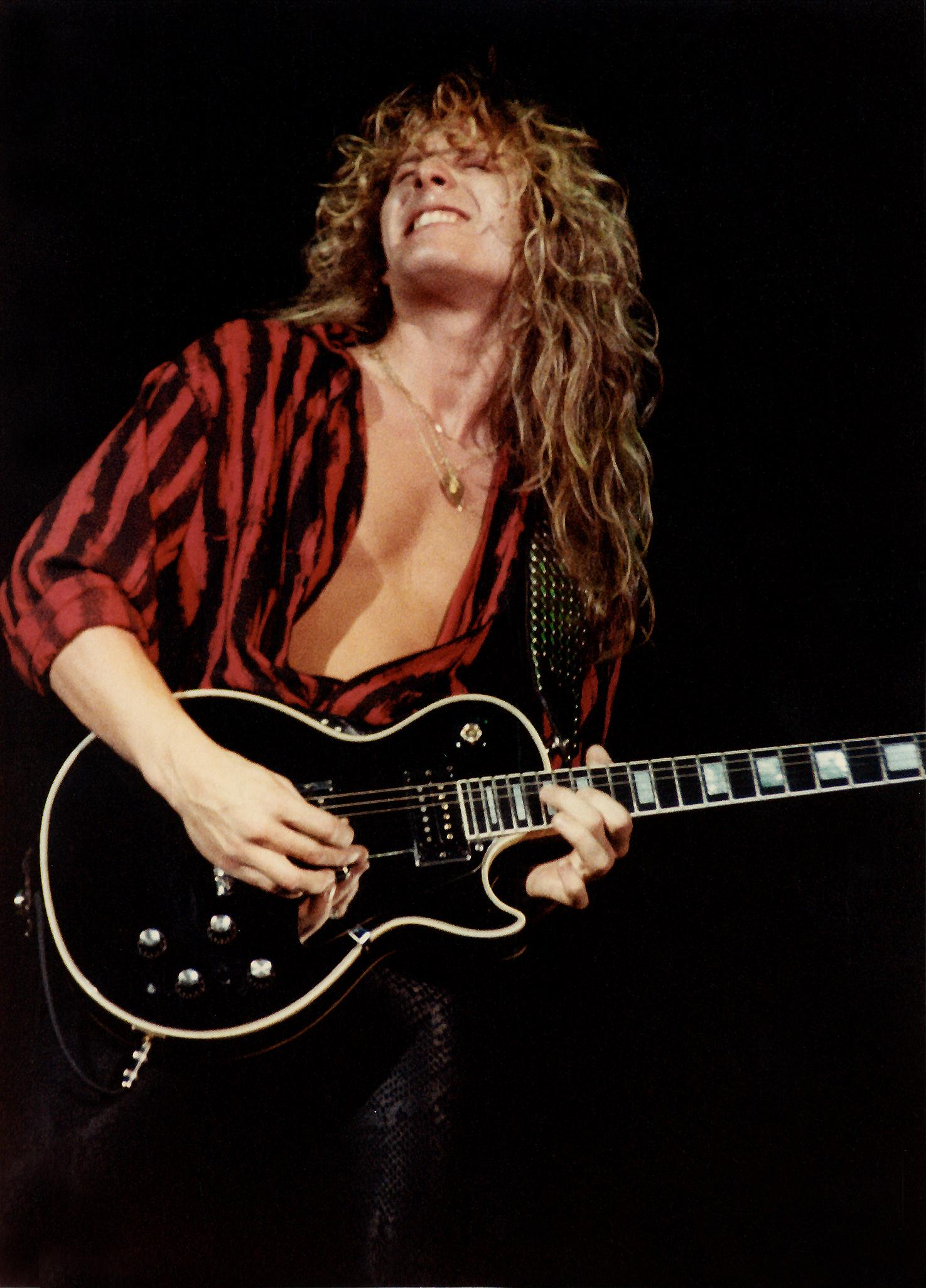
John Sykes se připojil k Whitesnake v roce 1984.

Podle Coverdalea ho Kalodner přesvědčil k tomu, aby kapela dosáhla svého plného potenciálu, potřebuje „kytarového hrdinu“, který by se Coverdaleovi coby frontmanovi vyrovnal. Proto, aby nahradil Moodyho, se Coverdale zpočátku obrátil na Michaela Schenkera a Adriana Vandenberga. Schenker a Vandenberg odmítli nabídky připojit se k Whitesnake kvůli úspěchu, který v té době dosahovali se svými skupinami. Coverdale poté oslovil kytaristu Thin Lizzy Johna Sykese, kterého potkal když Whitesnake a Thin Lizzy hráli na některých stejných festivalech po Evropě. Sykes se zpočátku zdráhal připojit, chtěl místo toho pokračovat ve spolupráci s frontmanem Thin Lizzy Philem Lynottem, ale po několika dalších nabídkách a Lynottově požehnání přijal. John Sykes a Neil Murray byli oficiálně potvrzeni jako členové Whitesnake v lednu 1984.
Whitesnake vydal v lednu 1984 šesté album Slide It In, které se umístilo v britském žebříčku na 9. místě a finském žebříčku na 4. místě. V únoru 1984 zahájili turné k Slide It In, a během turné v Německu Mel Galley vyskočil na zaparkované auto a zlomil si ruku. Tím utrpěl poškození nervů, takže nemohl hrát na kytaru. V důsledku toho byla Galley nucena opustit Whitesnake. V dubnu 1984 se blížilo shledání sestavy Mark II od Deep Purple, což vedlo k odchodu i Jon Lorda.
16. dubna 1984 Geffen Records vydal Slide It In v Severní Americe, ale Kalodner nebyl ohromen prací Martina Birche na albu a požadoval kompletní remix pro americký trh. Producent Keith Olsen byl přizván, aby remixoval Slide It In, zatímco John Sykes a Neil Murray měli za úkol znovu nahrát části Mickyho Moodyho a Colina Hodgkinsona. Remixovaná verze Slide It In umístilo na 40. místě v žebříčku Billboard 200. Do roku 1986 se alba v USA prodalo přes 500 000 kopií a stalo se zlatým albem.

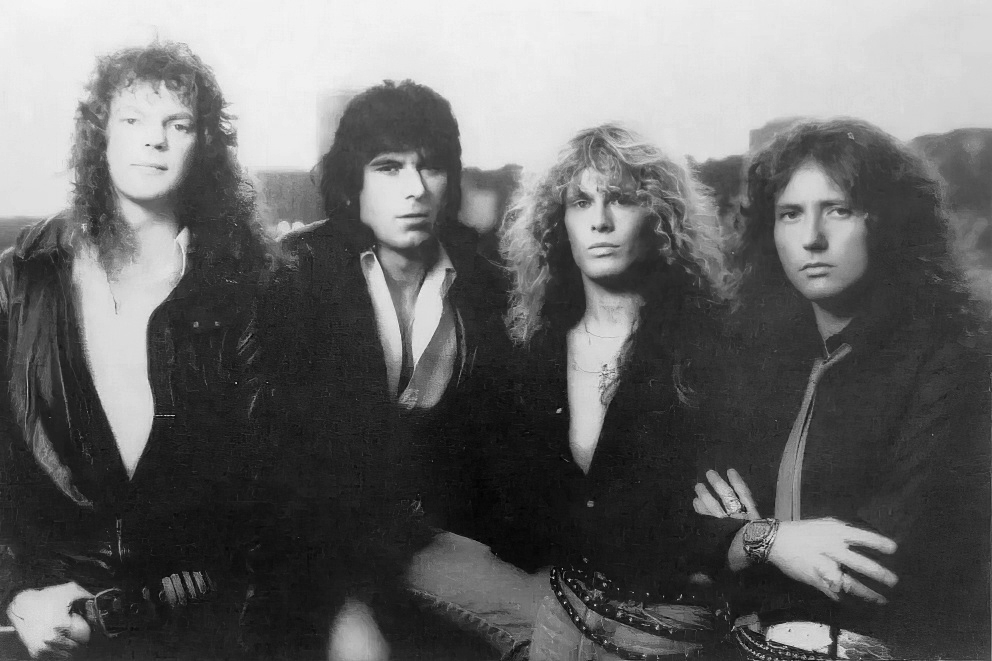
Whitesnake roku 1984. Zleva: Neil Murray, Cozy Powell, John Sykes a David Coverdale.

Skupina nyní hrála jako čtyřčlenná s hostujícím klávesistou Richardem Baileym a Whitesnake podpořili Dia na několika vystoupeních v USA, po kterých absolvovali i turné po Japonsku. Později toho roku se Whitesnake vydali na šestitýdenní turné po Severní Americe s předkapelou Quiet Riot.  Aby skupina dále dosáhla úspěchu v Americe, natočili Whitesnake dvě hudební videa k singlům 'Slow an' Easy' a 'Love Ain't No Stranger'. Obě písně se dostaly do žebříčku Top Tracks v USA. Ve snaze brát Ameriku vážněji se Coverdale také přestěhoval do USA.

### Spory mezi členy a albumWhitesnake(1985–1988)
Turné k Slide It In skončilo v lednu 1985, kdy Whitesnake odehráli dvě vystoupení na festivalu Rock in Rio v Brazílii. Po skončení turné se Cozy Powell rozešel s kapelou. Podle Coverdalea se jeho vztah s Powellem v průběhu turné stále více zhoršoval. Po poslední show Coverdale odletěl do Los Angeles, aby informoval Geffen Records, že propouští zbytek kapely. Nakonec Coverdale byl přesvědčen, aby do toho Sykese zapojil, a zároveň změnil názor i na Murraye. Powell byl však vyhozen. Podle Murraye byl Powellův odchod výsledkem finančních sporů. Coverdale později prohlásil, že Powell se necítil jako „vhodná“ nabídka, kterou dostal.
Coverdale a Sykes se na začátku roku 1985 stáhli na jih Francie, aby začali psát další album skupiny. Setkání se ukázala jako plodná a připojil se k nim Murray, který pomáhal s aranžmá. Nový materiál viděl, že se Whitesnake posunuli dále od svých bluesovějších kořenů ve prospěch američtějšího hardrockového zvuku. Kalodner také přesvědčil Coverdalea, aby znovu nahrál dvě písně z alba Saints & Sinners, „Here I Go Again“ a „Crying in the Rain“, o kterých si myslel, že mají velký potenciál díky lepší produkci a aranžmá. S připraveným novým materiálem začala kapela hledat nového bubeníka. Do skupiny se přihlásilo šedesát bubeníků, přičemž nakonec byl vybrán bubeník Aynsley Dunbar. Místo později dostal také bývalý bubeník Ozzyho Osbourna Tommy Aldridge, ale stejně uspokojivé dohody se nepodařilo dosáhnout. Bubeník Carmine Appice prozradil, že odmítl pozici kvůli závazkům s jeho vlastní kapelou King Kobra. Appice se později připojil k Sykesové kapela Blue Murder.
Skupina začala nahrávat svou novou desku ve Vancouveru s producentem Mikem Stonem. Na začátku roku 1986 byla velká část alba nahrána. Když však přišel čas, aby Coverdale nahrál své vokály, všiml si, že jeho hlas je neobvykle nosní a mimo hru. Po konzultaci s několika specialisty se ukázalo, že Coverdale prodělal těžkou sinusovou infekci. Poté, co dostal nějaká antibiotika, Coverdale odletěl do studia na Bahamách, aby obnovil nahrávání. Infekce se však znovu objevila, což způsobilo zhroucení Coverdaleovy přepážky. Potřeboval operaci, po níž následovala šestiměsíční rehabilitace. Sykes to zpochybnil a tvrdil, že Coverdale jen trpěl nervy a že použil „všechny možné výmluvy“, aby nenahrál své vokály. Poté, co se Coverdale zotavil z chirurgického zákroku, podle jeho vlastního popisu skutečně vyvinul „mentální blok“, který mu bránil zpívat. Po několika neúspěšných sezeních s producentem Ronem Nevisonem byl Coverdale konečně schopen nahrát své vokály s producentem Keithem Olsenem. Koncem roku 1986 byla výroba na desce většinou dokončena. Klávesy obstarali Don Airey a Bill Cuomo, zatímco Adrian Vandenberg byl přizván, aby udělal nějaké kytarové overduby. Další kytarové party poskytl také Dann Huff.
V době, kdy bylo album dokončeno byl Coverdale jediným zbývajícím členem Whitesnake. Klávesista Don Airey poznamenal: „Byla to kapela v nepořádku... David měl čtyři miliony dolarů v dluhu; nevěděl, jestli přijde, nebo odejde.“ Coverdale tvrdil, že Sykes a Mike Stone byli vyhozeni poté, co se proti němu začali spiknout tím, že si rezervovali čas ve studiu a dělali rozhodnutí bez jeho účasti. Stone údajně navrhl přivést někoho jiného, aby nahrál Coverdaleovy vokály, zatímco se zotavoval z operace. Sykes toto popřel, místo toho tvrdil, že on a další členové byli systematicky vyhozeni, jakmile dokončili nahrávání svých částí. Murray a Dunbar přestali dostávat mzdy v dubnu 1986, kdy Dunbar okamžitě opustil Whitesnake. Murray byl stále oficiálně členem skupiny až do ledna 1987, kdy slyšel, že Coverdale dává dohromady novou sestavu.
Coverdale s pomocí Kalodnera naverboval kytaristy Adriana Vandenberga a Viviana Campbella (ex-Dio), basisty Rudyho Sarza (Quiet Riot, ex-Ozzy Osbourne) a bubeníka Tommyho Aldridge (ex-Ozzy Osbourne) do kapely. Tato nová sestava se objevila ve všech propagačních materiálech pro připravované album. Whitesnake také přijali novou image, podobnou tehdejším glammetalovým kapelám, aby více oslovili americké publikum. Na otázku ohledně přeměny kapely Coverdale odpověděl: „Soutěžím s lidmi jako Jon Bon Jovi. Musím se na to podívat.“
Sedmé album Whitesnake vyšlo v březnu 1987 v Evropě a v dubnu 1987 v Severní Americe, a dosáhlo v britském žebříčku na 8. místě, zatímco v americkém žebříčku Billboard 200 se umístil na 2. místě. Celkem se deska umístila v žebříčku 14 zemí a rychle se stala komerčně nejúspěšnější v kariéře kapely, jen v USA se jí prodalo přes osm milionů kopií. Tím se úspěch také zvýšil prodeje předchozího alba Slide It In na více než 2 miliony kopií v USA. Singly 'Here I Go Again' a 'Is This Love' dosáhly na první a druhé místě v Billboard Hot 100. Ve Spojeném království se oba singly umístili v britské hitparádě na 9. místě. Úspěch desky napomohla Whitesnake do MTV, díky trilogii hudebních videí s herečkou a Coverdalovou budoucí manželkou Tawny Kitaen. Album bylo obecně pozitivně přijato kritikou, ačkoli recenze ve Spojeném království byly méně příznivé, přičemž Coverdale byl obviněn za „prodání “ do Ameriky, což důrazně popřel.
Nová sestava Whitesnake absolvovali turné po USA s podporou Mötley Crüe na jejich Girls, Girls, Girls Tour. Nakonec 30. října 1987 Whitesnake vyrazili na turné po arénách, které bylo dočasně přerušeno v dubnu 1988, kdy Coverdaleovi byla odstraněna vyhřezlá ploténka z dolní části zad. 
Když doprovodné turné k Whitesnake skončilo v srpnu 1988, Coverdale informoval zbytek kapely, že další album napíše on a Adrian Vandenberg, kteří spolu navázali plodný pracovní vztah. Po přibližně měsíci psaní se kapela přeskupila na tři týdny zkoušek v Lake Tahoe. V prosinci 1988 se Vivian Campbell rozešel s kapelou. Oficiálním důvodem byly „hudební rozdíly“. Campbell však později odhalil, že jeho odchod byl částečně způsoben neshodou mezi jeho manželkou a Tawny Kitaen. To vedlo k tomu, že Campbellova manželka byla vyloučena z turné kapely. Kromě toho se Vandenberg nechal slyšet, že chce být jediným kytaristou ve Whitesnake, což také hrálo roli v Campbellově odchodu.

### Slip of The Tonguea rozpuštění skupiny (1989–1990)
Whitesnake začali nahrávat své osmé studiové album v lednu 1989. A skupina sehnala Keitha Olsena a Mikea Clinka, aby desku produkovali. Coverdale později vysvětlil rozhodnutí najmout dva producenty a citoval tlak na navázání na předchozí desku kapely: „Přivedl jsem je oba... Už jen to rozhodnutí mi říká, že jsem měl strach ze selhání...“

Whitesnake v roce 1990. Zleva: Adrian Vandenberg, Tommy Aldridge, Steve Vai, Rudy Sarzo a David Coverdale.

Během procesu nahrávání si Vandenberg zranil zápěstí při provádění některých herních cvičení. Přes konzultaci s lékařem a značný odpočinek zranění přetrvávalo, takže Vandenberg nemohl pořádně hrát na kytaru. Vandenbergovo zranění způsobilo značné zpoždění alba, které mělo původně vyjít mezi červnem nebo červencem 1989. Nakonec byl Coverdale nucen najít jiného kytaristu, aby desku dokončil. Rozhodl se naverbovat kytaristu Steva Vaie, který měl zkušenosti s Frankem Zappou a Davidem Lee Rothem. Podle Coverdale chtěl původně dříve naverbovat Vaie, ale John Sykes nakonec tuto myšlenku odmítl. Vai se oficiálně připojil k Whitesnake v březnu 1989. Vandenberg mezitím dostal čas na zotavení, zatímco Vai nahrál album. Vandenberg se na hotové desce stále vyskytuje minimálně. 
Hlavním singlem z nového alba kapely byla znovu nahraná verze 'Fool for Your Loving' z alba Ready an' Willing. Coverdale se zdráhal píseň znovu nahrát, natož vydat ji jako první singl, ale Geffen Records doufal, že zopakuje úspěch s další starší skladbou jako 'Here I Go Again'. Coverdale později přiznal, že svého rozhodnutí litoval. Hlavní singl dosáhl pouze na 37. místo v Billboard Hot 100. Lépe si vedl v žebříčku Mainstream Rock Tracks, kde skončil na 2. místě. Druhý singl 'The Deeper the Love' se také umístil pouze na 28. místě žebříčku Hot 100, zatímco v žebříčku Mainstream Rock Tracks dosáhl 4. místa.
V listopadu 1989 vyšlo osmé album Slip of The Tongue a dosáhlo v britském žebříčku, a Billboard 200 na 10. místě. Album se umístilo také v dalších dvanácti zemích. Album byl v USA certifikován jako platinové album, a do roku 2011 se ho celosvětově prodalo přibližně 4 miliony kopií. Kapela kvůli vysokým nárokům neuspěla. Ani na turné už nedokázali zaplnit mnoho sálů, které byly před dvěma lety vyprodané. Deska byla považována za komerční zklamání. Album získalo smíšené recenze a sám Coverdale později přiznal, že měl z desky smíšené pocity, i když se od té doby naučil užívat si ji a přijímat ji jako součást katalogu Whitesnake.
V únoru 1990 se Whitesnake vydali na Liquor & Poker World Tour během kterého se kapela podruhé stala headlinerem festivalu Monsters of Rock v Castle Donington koncert z toho festivalu byl později vydán jako živé album. Konec turné bylo 26. září 1990 v Budokanu v Tokiu. Po vystoupení Coverdale informoval zbytek kapely, že si dá delší pauzu a Whitesnake fakticky rozpustí. Vyzval členy kapely, aby přijali jakékoli vedlejší hudební projekty. Coverdale unavený a vyčerpaný podnikáním obecně, úskalího koncertování a sužovaný jeho odloučením a pozdějším rozvodem s manželkou Tawny Kitaen. Chtěl v životě najít jiné hodnoty a vzal si „soukromý čas na rozmyšlenou“ a přehodnocení svého kariérního směřování.
V tu chvíli se Coverdale začal cítit nepříjemně s entitou, kterou cítil z čeho se Whitesnake stal, a přiznal, že se do toho nechal chytit. V roce 1993 rozhovoru poznamenal, že „musím zastavit všechen celý ten cirkus. Nikdy jsem se do hudby nezabýval obrazem a už jsem to opravdu nemohl dělat.“
V jednom rozhovoru z roku 2006 Coverdale vzpomínal: „Bylo to hlasitější a hlasitější a já také, až do bodu, kdy se teď musím oblékat jako „holčičí muž“ a dráždit si něčí spornou ofinu nebo vlasy a to všechno se stává trochu... nudný.“
Poté, co se Whitesnake rozpadli, Steve Vai pokračoval ve své sólové kariéře, mezitím na turné s Whitesnake vydal své druhé sólové album Passion and Warfare. Vandenberg, Sarzo a Aldridge se rozhodli založit kapelu Manic Eden, která vydala jedno album v roce 1994. A Coverdale se znovu objevil až v roce 1993 s kytaristou Led Zeppelin Jimmy Pagem vydali společné album Coverdale and Page.

### Greatest Hits,shledání kapely aRestless Heart(1994–1997)
4. července 1994 vydala společnost EMI Whitesnake's Greatest Hits v Evropě. V USA byla vydána 19. července u Geffen Records. Deska se ukázala jako úspěšná a dosáhla 4. místa na britském žebříčku. Později se ve Spojeném království prodalo přes 100 tisíc kopií a dostalo status zlatého alba, a v USA se prodalo přes 1 milion kopií získalo status platinového alba. Před vydáním desky Coverdale plánoval evropské sólové turné s doprovodnou kapelou. Kvůli úspěchu Greatest Hits byl Coverdale místo toho požádán EMI o turné jako Whitesnake. I když se Coverdale zdráhal, nakonec souhlasil a viděl to jako příležitost, jak se jen bavit a hrát živě.
Vandenberg souhlasil, že se znovu připojí k Whitesnake, protože on a Coverdale již společně pracovali na nové hudbě. Vandenberg požádal Rudyho Sarza, aby se znovu připojil, protože oba v té době stále hráli v Manic Eden. Sarzo přijal a doporučil do kapely kytaristu Ratta Warrena DeMartiniho. Sestavu pak doplnili klávesista Paul Mirkovich a bubeník Denny Carmassi, který hrál na albu Coverdale and Page. Turné začalo v Evropě v červnu 1994 po kterém následovalo několik koncertů v Británii začínajících v červenci. V říjnu skupina absolvovala turné po Japonsku a Austrálii.
Přestože se Whitesnake's Greatest Hits prodalo přes 1 milion kopií v USA, tak se neumístilo zrovna nejlépe v BIllboard 200 a po dokončení turné byli Whitesnake vyřazeni z Geffen Records, V roce 1995 Coverdale pak pokračoval v psaní s Vandenbergem o tom, co mělo být sólovým albem Coverdalea. Ve studiu na nahrávání se k nim přidali Denny Carmassi, baskytarista Guy Pratt a klávesista Brett Tuggle. Když se album dokončovalo EMI chtělo, aby byla vydána pod jménem Whitesnake. Coverdale to odmítl, protože měl pocit, že nahrávka byla dost stylově odlišná od kapely. Nakonec bylo dosaženo kompromisu a Coverdale souhlasil s vydáním alba pod názvem „David Coverdale & Whitesnake“.
Deváté album Restless Heart, které vyšlo 26. března 1997 v Japonsku a 26. května 1997 v Evropě. Album se umístilo v britském žebříčku na 34. místě, ale umístila se v britském Rock & Metal alba na 3. místě. Umístila se také v devíti zemích, ale nejvyšší umístění bylo ve švédském žebříčku na 5. místě. Hlavní singl 'Too Many Tears' dosáhl pouze na 46. místo v britské hitparádě, ale na britské Rock & Metal hitparádě se dostal na 5. místo a držel se v žebříčku 34 týdnů. Album mělo smíšené recenze a mělo spíš blízko k prvním albům Whitesnake do bluesového stylu, ale mělo svůj charakteristický zvuk skupiny.
Restless Heart Tour bylo považováno jako Whitesnakeovo rozlučkové turné, protože Coverdale chtěl prozkoumat další hudební možnosti. Pratt a Tuggle byli nahrazeni Tonym Franklinem a Derekem Hillandem, zatímco Steve Farris byl naverbován jako druhý kytarista. Před začátkem turné odehráli Coverdale a Vandenberg několik akustických koncertů v Evropě a Japonsku. Jedna z těchto show byla později vydána jako živé album Starkers in Tokyo. The Last Hurray Tour začalo v září 1997 a skončilo v Jižní Americe téhož roku v prosinci. Po rozpuštění kapely Coverdale se vrátil ke své sólové kariéře a v roce 2000 vydal třetí album Into the Light, a Vandenberg mezitím začal druhou kariéru jako malíř, aby mohl trávit více času s jeho dcera, která se narodila v roce 1999.

### Reformace aGood To Be Bad(2003–2009)
V říjnu 2002 Coverdale prozradil, že má plány na comeback Whitesnake k 25. výročí skupiny v roce 2003. Mezi Coverdalaem a Sykesem proběhly rozhovory o možném shledání, ale Coverdale nakonec cítil, že byli svými „vlastními šéfy“ na to, aby shledání fungovalo. Adrian Vandenberg byl také požádán, aby se znovu připojil, ale odmítl, aby mohl trávit čas se svou dcerou a soustředit se na malířství. Od té doby pouze hostoval na koncertech kapely. Coverdale naverboval do skupiny kytaristy Reba Beache a Douga Aldricha, basistu Marca Mendozu, klávesistu Timothyho Druryho a staronového člena bubeníka Tommyho Aldridge.
Koncem ledna 2003 Whitesnake vyrazil na výroční turné po USA se skupinou Scorpions. Poté skupina cestovala po Evropě a ve Velké Británii odehrála několik koncertů s Gary Moorem. Whitesnake se poté vrátil na další turné po USA, a potom v září se vydali na japonské turné. Reformace měla původně trvat jen několik měsíců, ale Coverdale se nakonec rozhodl ponechat kapelu aktivní. Navíc nebyly stanoveny žádné bezprostřední plány na nové studiové album, přičemž Coverdale jako přispívající faktor uvedl svou nespokojenost s hudebním průmyslem. 
Whitesnake pokračovali v turné na konci roku 2004 a odehráli několik koncertů po celé Evropě a Velké Británii. Jejich londýnský koncert v Hammersmith Apollo v říjnu byl také zfilmován a v roce 2006 vydán jako živé DVD Live... In the Still of the Night. Obsadilo přední příčky ve Spojeném království, Německu a Japonsku. Později bylo ve Velké Británii a Německu certifikováno jako zlato. V roce 2006 obdrželo cenu od časopisu Classic Rock za „DVD roku“ na Classic Rock Roll of Honor Awards. V dubnu 2005 Marco Mendoza odešel ze skupiny kvůli konfliktům v plánování s vedlejšími projekty. Následující měsíc byl ohlášen jeho nástupcem baskytarista Uriah Duffy. Whitesnake se poté vydal na další turné po USA, po kterém následovala část po Jižní Americe. V květnu 2006 kapela odehrála několik koncertů v Japonsku, po kterých následovaly turné po evropských festivalech.
V roce 2006 Whitesnake podepsal evropskou nahrávací smlouvu se SPV GmbH/Steamhammer a japonskou nahrávací smlouvu se Warner Music Japan. Kapela poté vydala živé album Live... in the Shadow of the Blues, které obsahovalo čtyři nové písně, které napsali Coverdale a kytarista Doug Aldrich. Coverdaleova změna názoru ohledně nové hudby pramenila z potřeby „nového masa k zakousnutí“, aby bylo turné stále zajímavé. Předběžné práce na novém albu Whitesnake začaly na začátku roku 2007, kdy Coverdale a Aldrich trávili značný čas společným psaním a dolaďováním společných nápadů. Datum vydání bylo původně stanoveno na léto 2007, ale album se později neustále posunovalo na podzim 2007 a poté na jaro 2008. V prosinci 2007 opustil kapelu Tommy Aldridge, aby se věnoval jiným hudebním projektům, a byl nahrazen Chrisem Frazierem jako novým bubeníkem Whitesnake.
Whitesnake vydal v dubnu 2008 desáté album Good To Be Bad, které se umístilo v britském žebříčku na 7. místě a v britském Rock & Metal alba na 1. místě. V žebříčku Billboard 200 se umístil na 62. místě, ale dosáhl vrcholu v americkém žebříčku Top Independent Albums na 8. místě. Album se umístilo v dalších žebříčkách v 19 zemích a do roku 2011 se prodalo přes 700 000 kopií po celém světě. Později deska od časopisu Classic Rock obdržela cenu Classic Rock Award za „Album roku“.
Po vydání alba odehráli několik koncertů v Austrálii a na Novém Zélandu, po kterých Whitesnake podnikli turné po Jižní Americe. Poté podnikli společné turné s Def Leppard po Británii. Hráli spolu také vybraná představení v Evropě. V říjnu se Whitesnake znovu spojili s Def Leppard na dvou společných show v Japonsku. V listopadu odehrála kapela několik koncertů v Německu s Alice Cooperem. Skupina také vystupovala v Izraeli a na Kypru. Po několika termínech evropských festivalů se Whitesnake v červenci 2009 vydali na společné turné po USA s Judas Priest. 11. srpna však byli Whitesnake nuceni zkrátit svůj koncert v Denveru poté, co Coverdale pocítil silnou bolest v hlasivkách. Po konzultaci s odborníkem bylo zjištěno, že trpí těžkým otokem hlasivek a cévní lézí levé hlasivky. V důsledku toho Whitesnake zrušili svá zbývající data turné.

### ForevermoreaThe Purple Album(2010–2017)
V roce 2010 jsi skupina dala pauzu od turné, aby se soustředili na psaní nového alba. Whitesnake podepsala smlouvu s italskou rockovou nahrávací společností Frontiers Records. V červnu 2010 opustili skupinu basista Uriah Duffy a bubeník Chris Frazier. Následně přišli do kapely bubeník Brian Tichy a baskytarista Michael Devin. V září 2010 opustil skupinu klávesista Timothy Drury, aby se věnoval sólové kariéře.

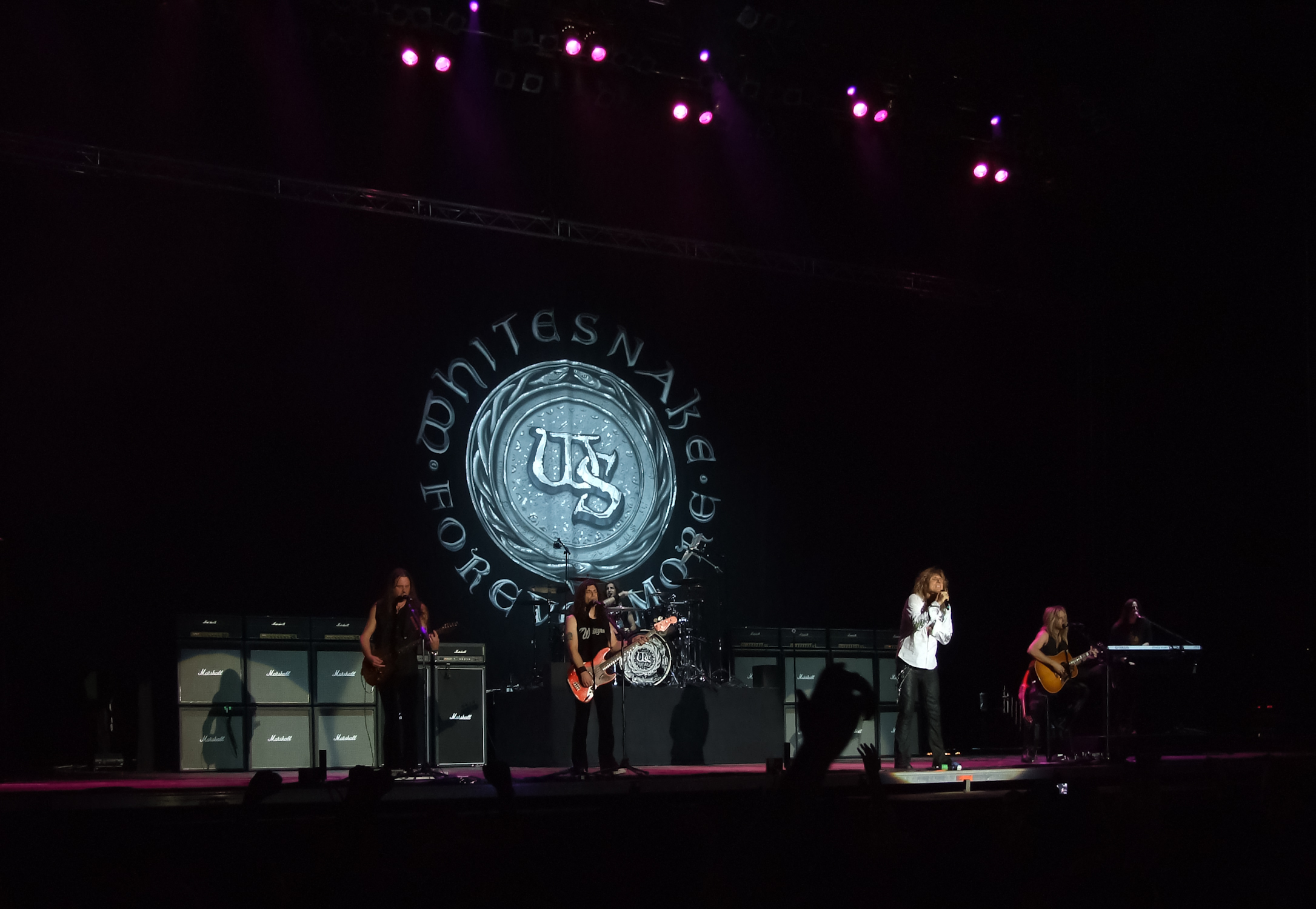
Whitsnake v roce 2011 v Sofii.

Jedenácté album Forevermore vyšlo v březnu 2011 a dosáhlo v britském žebříčku na 33. místě, ale umístila se v britském Rock & Metal alba na 2. místě. V žebříčku Billboard 200 se umístil na 49. místě, ale dosáhl vrcholu v americkém žebříčku Top Independent Albums na 10. místě. Nejvyšší umístění bylo ve švédském žebříčku na 6. místě. Album se umístilo v dalších 19 zemích a ke květnu 2015 se Forevermore v USA prodalo přes 44 000 kopií a získalo pozitivní recenze.
Turné na podporu alba začalo v květnu 2011 v New Yorku a host na turné byl klávesista Brian Ruedy. Po několika koncertů v USA pokračovalo turné po Evropě. Během vystoupení kapely na Sweden Rock Festival se k nim na pódiu připojil po letech bývalý kytarista Bernie Marsden a v říjnu 2011 vyrazili na japonské turné.
Whitesnake si dal v roce 2012 další pauzu, aby sestavil živé nahrávky z Forevermore Tour, které vyšly následující rok jako Made in Japan a Made in Britain/The World Record. V lednu 2013 Brian Tichy oznámil svůj odchod z Whitesnake, aby se mohl soustředit na svou skupinu a vrátil se do skupiny Tommy Aldridge. V květnu 2013 Whitesnake zpočátku koncertovali v Japonsku, a poté se vydali na společné turné s Journey po Spojeném království, po kterém následovalo několik vystoupení v Evropě. V červnu odehráli Whitesnake několik společných koncertů s Def Leppard ve Španělsku. Po severoamerickém turné hráli Whitesnake v říjnu na festivalu Monsters of Rock v Brazílii.
V květnu 2014 kytarista Doug Aldrich oznámil odchod ze skupiny z důvodu, že je třeba mít flexibilnější rozvrh práce na jiných projektech a trávit více času se svou rodinou. V srpnu 2014 se připojil k Whitesnake kytarista Joel Hoekstra.
V květnu 2015 vyšlo dvanácté album The Purple Album, což je sbírka znovu nahraných písní z Coverdaleových let v Deep Purple. Nápad vzešel z rozhovorů, které on a Jon Lord vedli o možném shledání Marka III před několika lety. Po Lordově smrti v roce 2012 Coverdale diskutoval o nápadu s Ritchiem Blackmorem, ale nedokázali se dohodnout. Coverdale se pak rozhodl pokročit s projektem pod hlavičkou Whitesnake. Výslednou desku popsal jako poctu své době v Deep Purple. Album se umístilo v britském žebříčku na 18. místě, ale v americkém žebříčku Top Independent Albums na 8. místě. V žebříčku Billboard 200 se umístil na 87. místě, zatímco v japonském žebříčku na 8. místě. Během prvního týdne se desky v USA prodalo 6900 kopií. Album získalo smíšené recenze a Coverdale dodal: „Nemám ve svém životě prostor pro hatery nebo negátory... Těm lidem nic nedlužím. Takové názory pro mě nic neznamenají.“ Navíc The Purple Album jsi Coverdale představoval jako své poslední album před odchodem do důchodu. Proces ho však „oživil“ a dychtil pokračovat dále.

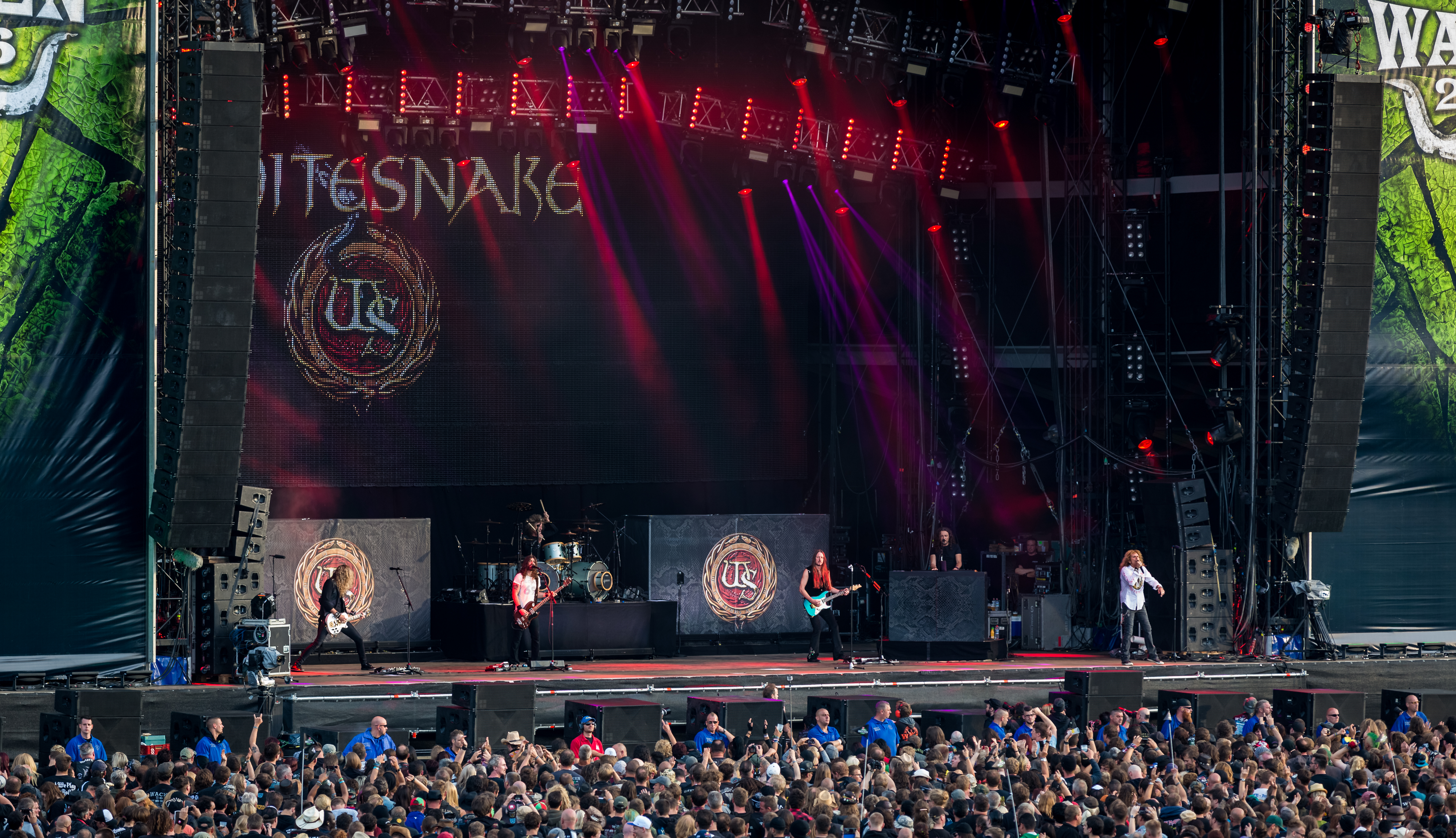
Whitesnake v roce 2016 na Wacken Open Air.

Ke kapele se připojil nový klávesista Michele Luppi a Whitesnake odstartovali severoamerickou část The Purple Tour v květnu 2015. Na show v Kalifornii se k nim na pódiu připojil bývalý Coverdaleův kolega z Deep Purple Glenn Hughes. Začátkem října skupina koncertovala v Japonsku. V prosinci se Whitesnake spojil s Def Leppard na turné po Velké Británii a Irsku. V Sheffieldu se k Whitesnake na pódiu připojil bývalý kytarista Vivian Campbell (který je členem Def Leppard od roku 1992).  V roce 2016 se Whitesnake vydali na turné Greatest Hits Tour, na kterém vystupovali po celé Evropě a USA. Před turné Coverdale odhalil své plány potenciálně odejít do důchodu v roce 2017, i když později své prohlášení odvolal.
V srpnu 2017 Whitesnake podepsal novou distribuční smlouvu pro Severní Ameriku a Japonsko s Rhino Entertainment a Warner Music Group. Byly také oznámeny předběžné plány na vydání nového alba v následujícím roce. V říjnu 2017 bylo eponymní album Whitesnake znovu vydáno jako čtyřdiskový box k připomenutí jeho 30. výročí. Kapela plánovala turné, kde by album odehráli celé, ale místo toho se rozhodla dát si pauzu a soustředit se na psaní nového alba. V prosinci vyšla fotografická kniha zachycující The Purple Tour.

### Flesh & Blood, The Farewell Tour, kompilační alba a úmrtí Sykese (2018–dosud)
V roce 2018 Whitesnake cestovali po USA s Foreigner na Juke Box Heroes Tour. Vydali také živé album The Purple Tour a krabicový set Unzipped, který obsahoval různé akustické nahrávky z celé kariéry kapely. Třinácté studiové album Whitesnake mělo původně vyjít na začátek roku 2018, ale bylo odsunuto poté, co se Coverdale nakazil chřipkou. V dubnu 2018 byla deska opět odložena na začátek roku 2019 kvůli nespecifikovaným „technickým problémům“ během procesu mixování. Coverdale také podstoupil v roce 2018 operaci kolenního kloubu kvůli degenerativní artritidě. Později však zopakoval své plány neodejít do důchodu a uvedl, že se cítí „oživen, nabitý energií a velmi inspirován“.

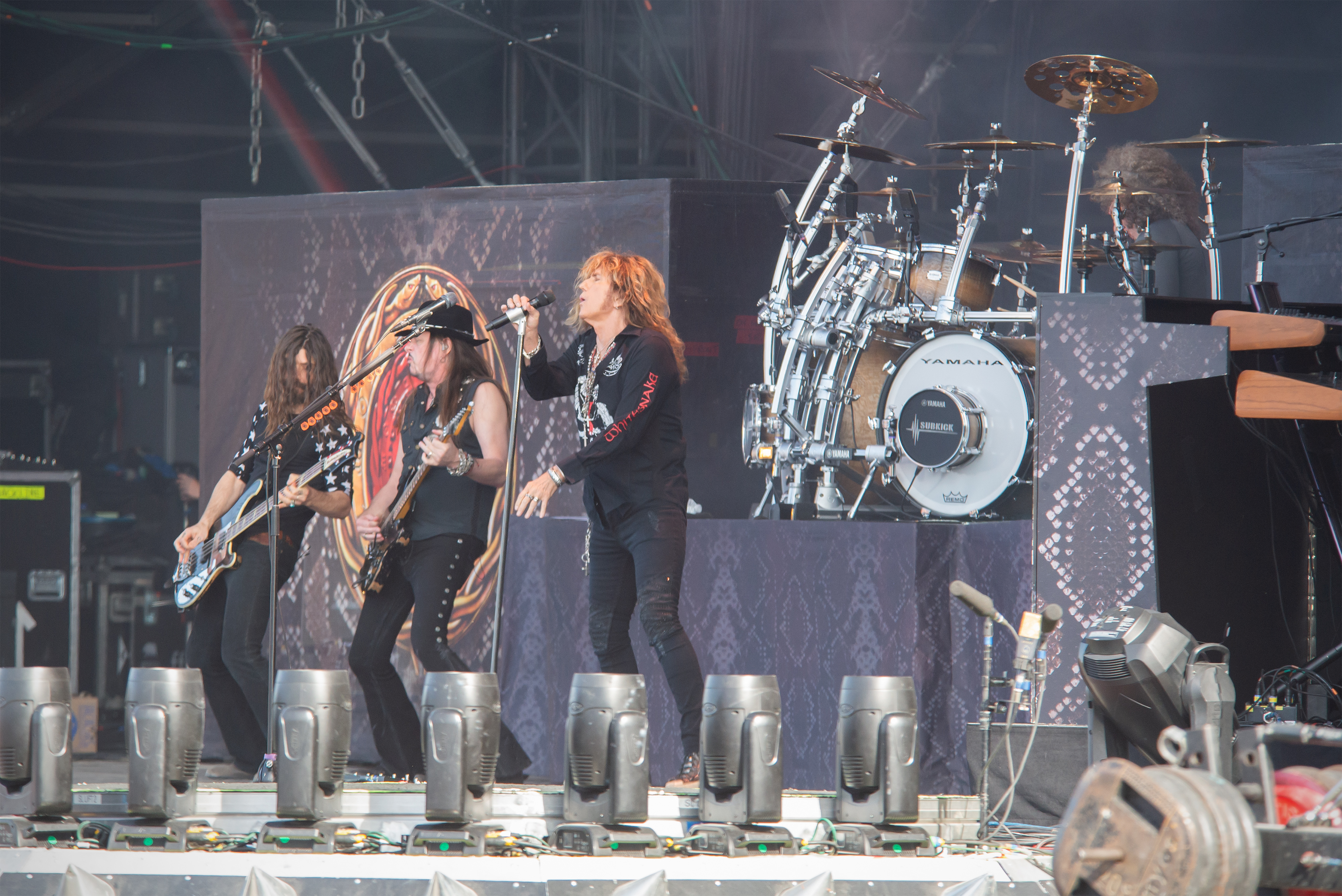
Whitsnake v roce 2019 na Hellfestu.

Whitesnake vydal v květnu 2019 třinácté album Flesh & Blood, které se umístilo v britském žebříčku na 7. místě, ale umístila se v britském Rock & Metal alba na 1. místě. Dosáhl vrcholu v americkém žebříčku Top Independent Albums na 5. místě, zatímco v žebříčku Billboard 200 se umístil na 131. místě. Album získalo velmi pozitivní recenze. Poprvé na něm Coverdale skládal s Rebem Beachem a Joelem Hoekstrou.
Kapela se v dubnu vydala na doprovodné turné s daty v Severní Americe, po kterém následovalo evropské turné v létě. V září Coverdale znovu diskutoval o možnosti odchodu do důchodu, potenciálně v roce 2021, i když později objasnil: „Jen jsem si myslel, že je zábavné říci: ‚Ach, jaký lepší věk pro hlavního zpěváka Whitesnake do důchodu než 69, nemůžu se dočkat, až navrhnu trička. To by byla prostě zábava.“ V únoru 2020 Whitesnake naplánováli turné po Austrálii a Novém Zélandu se Scorpions, ale mnoho vystoupení muselo být zrušeno ze zdravotních důvodů Klause Meineho. Japonské turné Whitesnake v březnu bylo také odloženo kvůli Covidu-19. Whitesnake později zrušili všechna svá zbývající data turné na rok 2020, když byla Coverdaleovi diagnostikována oboustranná tříselná kýla kvůli, které byl nucen podstoupit operaci.
V letech 2020 až 2021 skupina vydala tři nová hudebně odlišná kompilační alba, společně nazvaná Red, White a Blues trilogie. Všechna tři alba dosáhla alespoň na 2. místě v britském Rock & Metal alba. Sbírky byly původně načasovány tak, aby se kryly s potenciálním rozlučkovým turné, které muselo být kvůli pandemii odloženo. Coverdale později znovu prozradil svůj plán skončit s turné potenciálně v roce 2022, přičemž jako přispívající faktory uvedl svůj věk a stres z cestování. Stále však měl v úmyslu zapojit se do hudby s několika projekty Whitesnake. Coverdale také diskutoval o možnosti, že Whitesnake může nadále vystupovat bez něj.

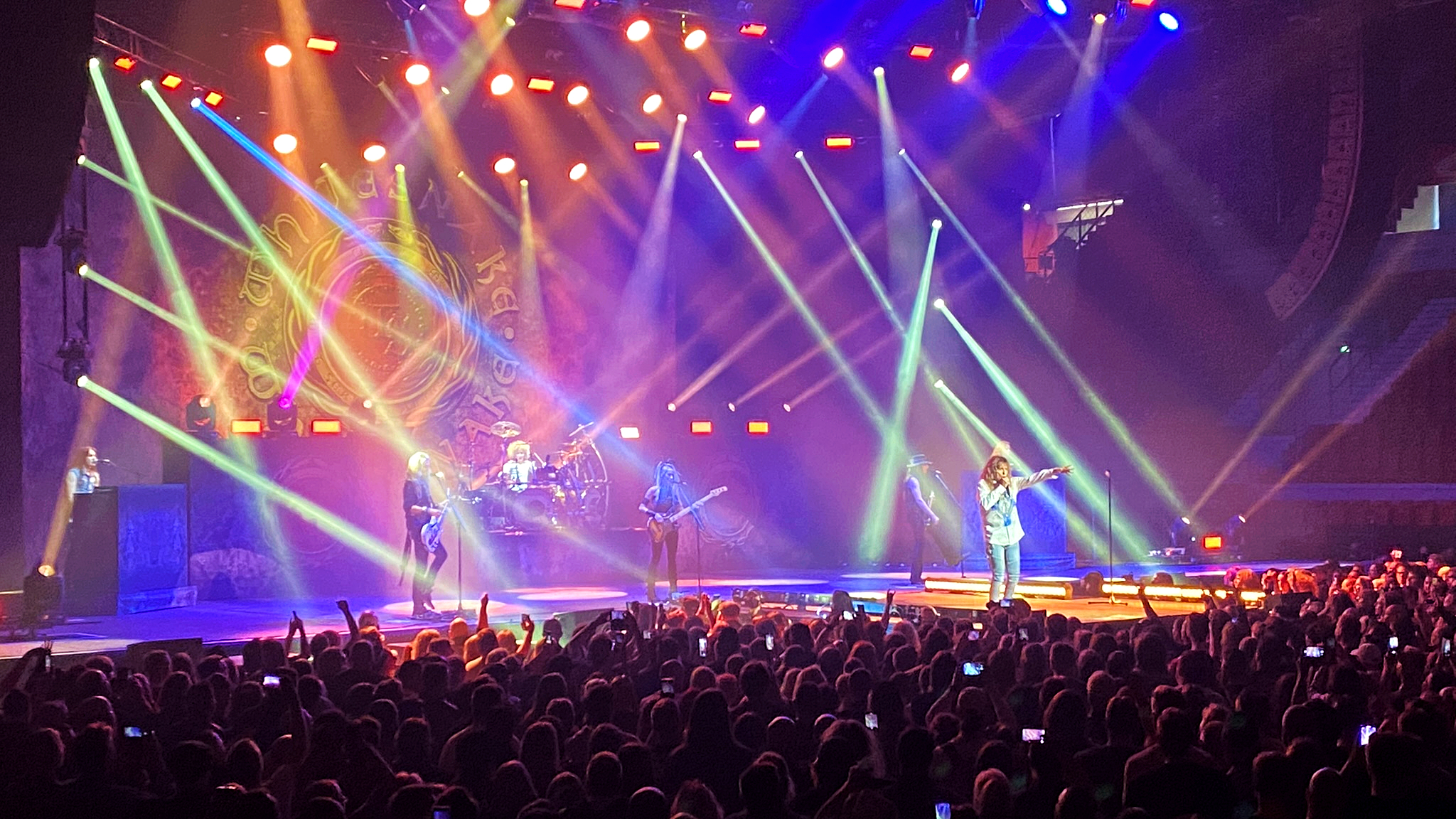
Whitesnake v roce 2022 v Helsinkách.

V červenci 2021 Whitesnake oznámili přidání chorvatského multiinstrumentalisty Dino Jelusicka do svých řad, čímž se Whitesnake poprvé proměnili na sedmičlennou skupinu. Později v listopadu 2021 se Michael Devin s kapelou rozešel a nahradila ho baskytaristka Tanya O'Callaghan. Whitesnake zahájili své rozlučkové turné The Farewell Tour po Evropě v květnu 2022 s Foreigner a Europe, ale kytarista Reb Beach předtím vynechal řadu vystoupení ze zdravotních důvodů. V červnu na francouzském festivalu Hellfest se k nim na pódiu připojil bývalý člen Steve Vai. Později toho měsíce byla kapela nucena zrušit několik koncertů poté, co Tommy Aldridge onemocněl a Coverdaleovi byla diagnostikována infekce dutin a průdušnice. V červenci 2022 Whitesnake zrušili zbytek svého evropského turné a v srpnu se kapela stáhla ze svého nadcházejícího severoamerického turné se Scorpions.
V říjnu 2022 O'Callaghan prohlásila, že Coverdale stále potřebuje „pár měsíců“, aby se zotavil. V dubnu 2023 Coverdale projevil zájem v budoucnu pokračovat v rozlučkovém turné kapely, ale uvedl, že určujícím faktorem bude jeho fyzické zdraví. V říjnu 2023 Coverdale pokračoval v psaní a diskutoval o možnosti udělat album na rozloučenou a povzbudil některé bývalé členy, aby se také zúčastnili.
V srpnu 2024 Coverdale oznámil, že v říjnu 2024 vyjde kompilační album Into the Light: The Solo Albums přes vydavatelství Rhino, které bude obsahovat převážně písně ze tří sólových alb Coverdalea a alba Restless Heart. Sice tato tři alba nahrál výhradně Coverdale jako sólový umělec, nyní je považuje za alba Whitesnake. Řekl: „Protože jsem uznáván jako 'Mr. Whitesnake', pomyslel jsem si: Proč ne? Pro mě jsou to všechna alba Whitesnake... zremixovali jsme je, abychom hrdě stáli vedle jakéhokoli alba Whitesnake.“
26. září 2024 Coverdale vydal pod jménem Whitesnake novou verzi písně 'Time & Again' z jeho druhého sólového alba Northwinds.
20. ledna 2025 objevilo se oznámení, že bývalý kytarista skupiny John Sykes zemřel ve věku 65 let po dlouhodobém boji s rakovinou. Sykes od vyhazovu z kapely měl velmi napjatý a zahořklý vztah s Coverdalem. Sykes nemluvil s Coverdalem až do své smrti a v roce 2017 uvedl: „Opravdu nemám zájem s ním ještě někdy mluvit.“ Coverdale i přes dlouhodobý špatný vztah vyjádřil veřejně Sykesovi a jeho rodině soustrast.

## Členové skupiny

#### Současní členové
- David Coverdale – zpěv (1978–1990, 1994–1997, 2003–dosud)
- Tommy Aldridge – bicí (1987–1990, 2003–2007, 2013–dosud)
- Reb Beach – kytary, doprovodný zpěv (2003–dosud)
- Joel Hoekstra – kytary, doprovodný zpěv (2014–dosud)
- Michele Luppi – klávesy, doprovodný zpěv (2015–dosud)
- Tanya O'Callaghan – baskytara, doprovodný zpěv (2021–dosud)
- Dino Jelusick – klávesy, kytara, doprovodný zpěv (2021–dosud)

## Diskografie
- Trouble (1978)
- Lovehunter (1979)
- Ready an' Willing (1980)
- Come an' Get It (1981)
- Saints & Sinners (1982)
- Slide It In (1984)
- Whitesnake (1987)
- Slip of the Tongue (1989)
- Restless Heart (1997)
- Good to Be Bad (2008)
- Forevermore (2011)
- The Purple Album (2015)
- Flesh & Blood (2019)